# Le Gardien des ruines
 (novembre 2014).
Si vous disposez d'ouvrages ou d'articles de référence ou si vous connaissez des sites web de qualité traitant du thème abordé ici, merci de compléter l'article en donnant les références utiles à sa vérifiabilité et en les liant à la section « Notes et références ».
Le Gardien des ruines est un roman de François Nourissier publié en septembre 1992 aux éditions Grasset & Fasquelle.

## Écriture du roman
Le roman a été écrit à Ménerbes dans le Vaucluse entre 1991 et 1992.

## Résumé
Ce roman est le portrait d'un homme, Albin Fargeau, traversant un demi-siècle de l'histoire française de 1938 à 1990. L'auteur met en scène une trentaine de personnages qui, entre les évènements politiques et la vie familiale tourmentée du héros, participent à son évolution et sa vision de la France. Deux récits s'entrecroisent tout au long du roman, une journée de septembre 1981 et le film de sa vie.